# Delahaye Type 16
Der Delahaye Type 16 ist ein frühes Pkw-Modell. Hersteller war Automobiles Delahaye in Frankreich.

## Beschreibung
Die Fahrzeuge wurden zwischen 1903 und 1904 hergestellt.
Der Ottomotor war in Frankreich mit 16–20 CV eingestuft. Der Vierzylindermotor ist vom Motor des Delahaye Type 11 abgeleitet. Er hat 88 mm Bohrung, 110 mm Hub und 2676 cm³ Hubraum. Eine andere Quelle gibt 3396 cm³ Hubraum an, identisch zum Delahaye Type 17; dort ergeben 88 mm Bohrung und 140 mm Hub rechnerisch 3406 cm³ Hubraum. Er leistet 20 PS. Er ist vorn im Fahrgestell eingebaut und treibt die Hinterachse an.
Der Radstand beträgt 228 cm wie beim Type 11. Bekannt ist die Karosseriebauform Tonneau.
Es ist nicht bekannt, wie viele Fahrzeuge entstanden.